# Галкино (Хабаровский край)
Га́лкино — село в Хабаровском районе Хабаровского края. Административный центр Галкинского сельского поселения.

## География
Село находится на автодороге краевого значения Матвеевка — Константиновка, имеется выезд на автотрассу «Хабаровск — Комсомольск-на-Амуре» между сёлами Сергеевка и Князе-Волконское.

## История
До 2010 года в селе дислоцировалась 16-я отдельная бригада РХБ защиты Восточного военного округа. В настоящее время в селе проживают гражданские дислоцированных военных в сёлах Сергеевка и Князе-Волконское.

## Население
| 1992 | 2002  | 2010  | 2011  | 2012  | 2021 |
| ---- | ----- | ----- | ----- | ----- | ---- |
| 1100 | ↗1326 | ↗1599 | ↗1604 | ↗1785 | ↘964 |

## Улицы
- ул. Восточная,
- ул. Мира,
- ул. Садовая,
- ул. Южная.

## Инфраструктура
В окрестностях села находятся садоводческие общества хабаровчан.